# 法華寺 (甲府市)
法華寺（ほっけじ）は、山梨県甲府市武田一丁目にある日蓮宗の寺院。山号は藤光山。旧本山は大本山池上本門寺、池上・神楽坂法縁。遠光寺、信立寺とともに甲府法華三ヵ寺の一つで近くには要法寺もある。

## 歴史
旧甲斐国分尼寺。
天正2年（1574年）、武田信豊（武田信玄の甥）が西山梨郡住吉村上村(現在の甲府市上町)から現在地に移転した。昭和20年（1945年）7月6日の甲府空襲による焼失を免れた。現在の本堂は平成7年（1995年）に再建されたもの。

## 境内
- 本堂　甲府空襲を免れたが平成7年（1995年）に再建された。
- 山門　甲府空襲による焼失を免れ現存する数少ない仏教建築として知られる。
- 養周院日藤尊尼墓　武田信繁夫人の墓所。
- 侠客 三井卯吉（三井宇七郎）墓。（2021年撤去・破砕）

## 文化財
- 紺紙金泥法華経（甲府市指定文化財、平成8年（1996年）2月14日指定）